# Distrito de Taki
El distrito de Taki (多気郡 Taki-gun?) es un distrito localizado en la prefectura de Mie, Japón. En junio de 2019 tenía una población de 45.801 habitantes y una densidad de población de 90,3 personas por km². Su área total es de 506,96 km².

## Pueblos y villas
- Meiwa
- Ōdai
- Taki

- Datos: Q1042360